# Aspona turgescens
Aspona turgescens är en insektsart som beskrevs av Fowler. Aspona turgescens ingår i släktet Aspona och familjen hornstritar. Inga underarter finns listade i Catalogue of Life.